# Phản đối chủ nghĩa tiêu dùng
Chống chủ nghĩa tiêu dùng là một hệ tư tưởng chính trị xã hội đối lập với chủ nghĩa tiêu dùng, vốn là việc mua và tiêu thụ liên tục của cải vật chất. Chống chủ nghĩa tiêu dùng liên quan đến các hành động riêng tư của các tập đoàn kinh doanh trong việc theo đuổi các mục tiêu tài chính và kinh tế với chi phí phúc lợi công cộng, đặc biệt là trong các vấn đề bảo vệ môi trường, phân tầng xã hội và đạo đức trong quản lý xã hội. Trong chính trị, chủ nghĩa chống tiêu dùng chồng chéo với hoạt động môi trường, chống toàn cầu hóa và hoạt động bảo vệ quyền động vật; hơn nữa, một biến thể khái niệm của chủ nghĩa chống tiêu dùng là chủ nghĩa hậu tiêu dùng, sống theo phong cách vật chất nhưng vượt qua chủ nghĩa tiêu dùng.
Chống chủ nghĩa tiêu dùng nảy sinh để đối phó với các vấn đề gây ra bởi sự ngược đãi lâu dài của người tiêu dùng và động vật được tiêu thụ, và từ việc kết hợp giáo dục người tiêu dùng đến chương trình giảng dạy ở trường; những ví dụ về chống chủ nghĩa tiêu dùng là cuốn sách No Logo (2000) của Naomi Klein và các bộ phim tài liệu như The Corporation (2003), của Mark Achbar và Jennifer Abbott, và Surplus: Terrorized into Being Consumers (2003), của Erik Gandini; từng làm cho hoạt động chống doanh nghiệp trở nên phổ biến như một hình thức hành động dân sự và chính trị có thể tiếp cận được về mặt ý thức hệ.
Sự chỉ trích chủ nghĩa duy vật kinh tế như một hành vi phi nhân cách đang hủy hoại Trái đất, như môi trường sống của con người, xuất phát từ tôn giáo và hoạt động xã hội. Các chỉ trích tôn giáo khẳng định rằng chủ nghĩa tiêu dùng duy vật can thiệp vào mối liên hệ giữa cá nhân và Thiên Chúa, và đó là một phong cách sống vô đạo đức vốn có; do đó, nhà sử học người Đức Oswald Spengler (1880 Ví1936) đã nói rằng, "Cuộc sống ở Mỹ chỉ có cấu trúc kinh tế và thiếu chiều sâu."  Từ quan điểm của Công giáo La Mã, Thomas Aquinas nói rằng: "Tham lam là tội lỗi đối với Thiên Chúa, giống như mọi tội lỗi, cũng như con người lên án mọi thứ vĩnh cửu vì những điều tạm thời"; trong đó, Francis of Assisi, Ammon Hennacy và Mohandas Gandhi nói rằng cảm hứng tinh thần đã hướng dẫn họ hướng tới cuộc sống đơn giản.
Từ góc độ thế tục, hoạt động xã hội chỉ ra rằng từ chủ nghĩa duy vật tiêu dùng bắt nguồn từ tội phạm (bắt nguồn từ sự nghèo nàn của bất bình đẳng kinh tế), ô nhiễm công nghiệp và suy thoái môi trường, và chiến tranh là một doanh nghiệp.
Về sự bất mãn xã hội sinh ra tình trạng bất ổn và chủ nghĩa khoái lạc, Giáo hoàng Benedict XVI nói rằng triết lý của chủ nghĩa duy vật cung cấp không raison d'être cho sự tồn tại của con người; Tương tự như vậy, nhà văn Georges Duhamel nói rằng "chủ nghĩa duy vật Mỹ [là] một ngọn hải đăng của sự tầm thường đe dọa làm lu mờ nền văn minh Pháp".